# 1481 Tübingia
1481 Tübingia là một tiểu hành tinh vành đai chính với chu kỳ quỹ đạo là 1914.1200274 ngày (5.24 năm).
Tiểu hành tinh được phát hiện ngày 7 tháng 2 năm 1938.